# 孔萇
孔 萇（こう ちょう、生没年不詳）は、五胡十六国時代後趙の武将。石勒に仕えて多くの武勲を挙げた。石勒十八騎の一人である孔豚と同一人物か、もしくは親族ではないかと言われる。

## 経歴
彼の若い頃の事績は明らかになっていないが、石勒に仕えて309年には爪牙に任じられた。
311年4月、石勒軍は苦県において晋軍20万余りを破り、晋の主要な王侯貴族を尽く捕らえた。大臣達は皆死を恐れて命乞いをしたが、司馬範だけは厳然とした顔つきで泰然自若としており、一切泣き言を言わなかった。石勒は孔萇に「我は天下を歩き多くの人物を見てきたが、このように立派な人物は見たことがない。生かしておくことができないだろうか」と尋ねた。しかし孔萇は「彼は晋の王公です。我々のためにはならないでしょう」と答えたので、石勒は「致し方ないか。しかし刃を用いて殺してはならない」と言い、夜になってから人を遣って垣を押し倒させて殺した。
312年2月、石勒は建業進攻を目論んだが、飢餓と疫病により兵の大半を失った。晋軍が接近すると、石勒は軍議を開いて対応策を検討した。孔萇は支雄ら30将余りと共に「敵軍はまだ集結しきってはおりません。我らにそれぞれ300の歩兵をお与えください。船で分散して進み、城に夜襲を掛けて、敵大将の首級を挙げて見せましょう。城を得てしまえば、兵糧もこちらの物となります。そうなれば、今年中には丹楊を撃ち破り江南を平定し、 司馬家を一族諸共捕らえる事が出来ましょう」と進言すると、石勒は「これぞ勇将の計略である」と笑い、各々に鎧馬1匹を下賜した。
7月、石勒が北へ渡河しようとしたが、向冰が枋頭で阻んだ。孔萇は支雄と共に文石津から筏を使って慎重に渡河を行い、向冰の砦門に到達して船30艘余りを手に入れ、兵を全て渡河させた。そして、主簿鮮于豊に向冰を挑発させ、3ヶ所に伏兵を配置して撃って出てくるのを待ち受けた。向冰が挑発に乗り撃って出てくると、3方から伏兵が一斉に姿を現わし、向冰は挟み撃ちに遭い軍は潰滅した。
12月、幽州刺史王浚は督護の王昌を始め、鮮卑段部の段疾陸眷・段末波・段文鴦・段匹磾らに5万余りを与えて石勒の本拠地襄国を攻撃した。段疾陸眷の軍が渚陽まで至ると、石勒は諸将を繰り出したが全て蹴散らされた。石勒は軍議を開くと、将士を選抜して野戦で雌雄を決する事を提案したが、諸将は皆籠城して敵の疲弊を待つべきであると口を揃えた。石勒は孔萇と張賓に名指しで意見を求めると、彼らは共に「段疾陸眷らは、来月上旬にも北城に決死行を仕掛けるとの報告があり、後続軍が今まさに大挙して至っております。 連日の戦闘で我が軍勢の弱さを知ったためか、我らに野戦などする気概は無いと鷹をくくっており、その内に必ずや注意を怠るようになるでしょう。今、鮮卑において、段部が最も勢い盛んであります。その中にあって、段末波が最も精強であり、彼の下には精鋭部隊が配備されております。これと一戦を交えないということは、敵に我が軍が弱気である事を改めて示す事に他なりません。ここは北壁に穴を開けて20余りの突門を造らせ、敵が軍を整備し終える前にその不意を突いて撃って出るのです。そのまま段末波の陣営を急襲すれば、敵は必ずや慌てふためき、計略を設ける暇も無いでしょう。これこそ『迅雷は耳に及ばず』です。段末波軍が敗れ去ったとなれば、他は自ずと瓦解するでしょう。彼さえ生け捕ることが出来れば、王彭祖（王浚）など遠からず撃ち破れましょう」と答えた。石勒は我が意を得たりと微笑を浮かべると、作戦は決したと軍議を閉じた。
すぐさま孔萇を攻戦都督に任じて北城に突門を造らせた。想定通り、段疾陸眷は北壁の近くに布陣を開始した。石勒は城壁の上に立つと、布陣がまだ整っていないのと、将士が武器を手許に寄せずに眠り込んでいるのを確認した。そこで、引き連れてきた将士に城壁の上で太鼓を鳴らさせ、これを合図に孔萇が各突門に配していた伏兵を出撃させた。孔萇自身も敵陣へと急襲を掛けて散々に破ったが、段末波の兵だけは精鋭揃いであったので、孔萇は兵を退かせて城門へ誘い込んだ。段末波はすぐさま孔萇軍に追撃を掛けて城門へと侵入したが、ここにも伏兵を配置しており段末波は生け捕られた。段疾陸眷らは段末波の敗北を知ると散り散りに逃げ去った。この勝利に乗じた孔萇は追撃をかけ、敵兵は30里余りに渡って屍が転がり、鎧馬5千匹を鹵獲する大戦果を挙げた。
313年5月、孔萇は定陵へ侵攻するとこれを攻め落とし、王浚が任じた兗州刺史田徽を斬り殺した。これを知った乞活の薄盛は、勃海郡太守の劉既を捕えると5千戸を引き連れて帰順した。
11月、石勒が楽平郡太守韓拠が守る坫城へと攻め込むと、劉琨は箕澹に兵10万余りを与えて救援に向かわせた。石勒は敵軍を迎え撃つと、孔萇は前鋒都督となり、箕澹を誘い込んで伏兵を用いて挟撃を加えた。箕澹は逃走を図ったが、孔萇は桑乾まで箕澹を追撃し、そのまま代郡まで攻め込んで箕澹の首級を挙げた。
316年12月、孔萇は幽州、冀州の間で群盗をなしていた馬厳・馮䐗に攻撃を仕掛け、長期間に渡り対峙した。石勒は武遂県令李回を派遣して流民を慰撫し、帰順を誘う作戦に出たので、孔萇は帰還した。
319年、孔萇は幽州に進軍して諸郡を平定した。薊城を守っていた段匹磾の兵士は四散してしまい、段匹磾は上谷へ逃走した。
320年1月、孔萇は邵続を攻撃して11陣営全てを陥落させた。
6月、孔萇は段文鴦の陣営10余りを陥落させたが、守備を怠ったので段文鴦の夜襲を受け、退却を余儀なくされた。
321年3月、石虎は厭次に進軍して段匹磾と戦い、孔萇は領内の諸城を陥落させた。この戦いで段文鴦、段匹磾を捕らえた。
これ以降、彼の名は史書に表れていない。